# Suze Robertson

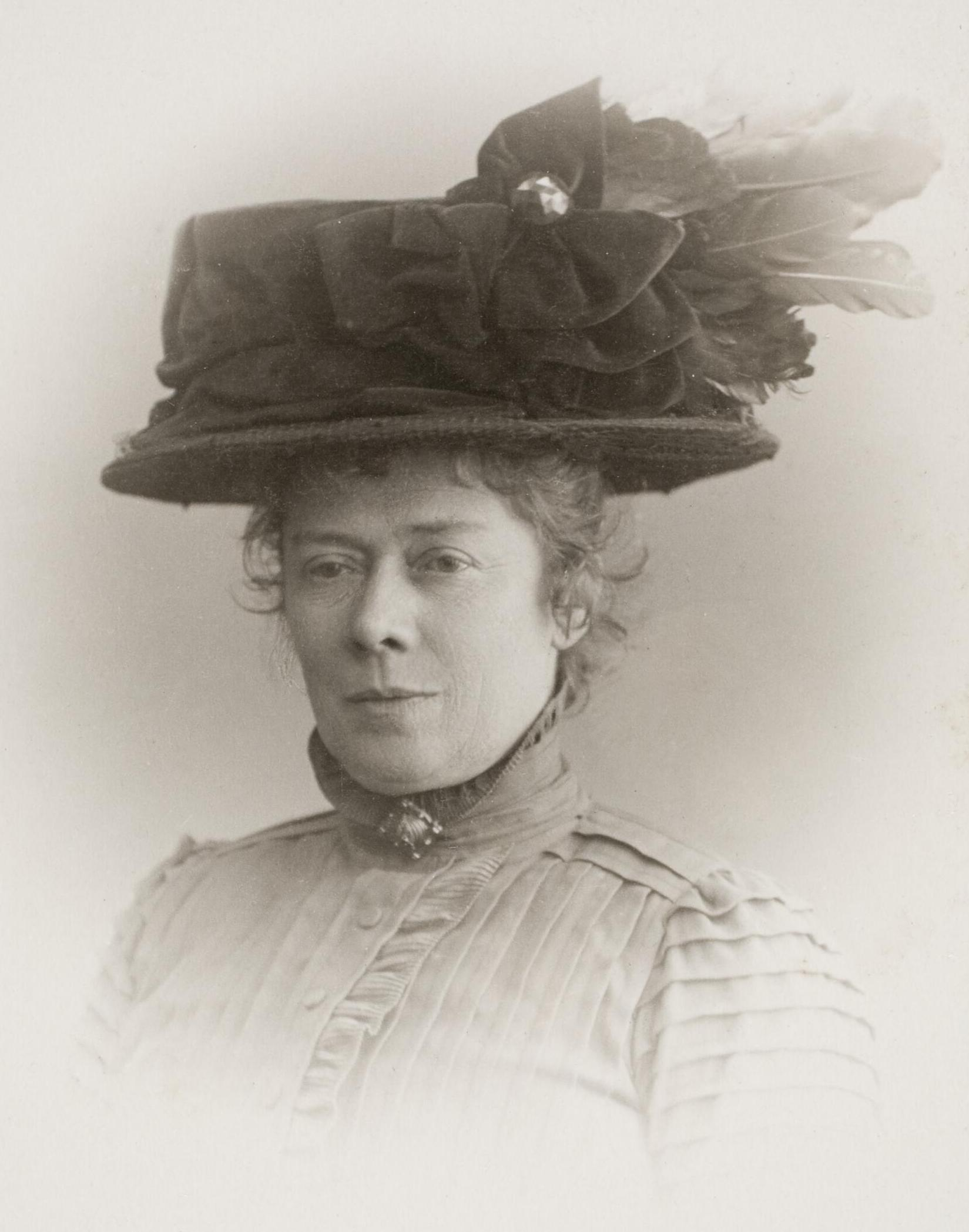
Porträtfoto von Suze Robertson (vor 1900)

Susanne (Suze) Bisschop-Robertson (* 17. Dezember 1855 in Den Haag; † 18. Oktober 1922 in Den Haag) war eine niederländische Malerin. Sie gehörte zu einer Gruppe von Künstlern, die als Amsterdamse Joffers bekannt sind.

## Leben und Werk
Suze Robertson wurde in einer Familie von Kaufleuten geboren. Ihre Mutter verstarb, als sie zwei Jahre alt war, anschließend wurde sie von ihrer Tante und ihrem Onkel aufgezogen. Schon früh zeigte sich ihr Zeichentalent, 1874 begann sie ihr Studium an der Koninklijke Academie van Beeldende Kunsten, wo sie Schülerin von Jan Philip Koelman war. Dort gewann sie eine Bronze- und zwei Silbermedaillen. 1876 erhielt sie Zeichenunterricht an der Technischen Universität Delft.
Bis 1882 unterrichtete sie in Rotterdam Mädchen im Zeichenunterricht,  zudem nahm sie sonntags Unterricht bei Petrus van der Velden in Den Haag. Anschließend begann sie ihre Karriere als Künstlerin. Ihre Arbeiten von einfachen Menschen in Innenräumen von Bauernhöfen sowie rauen Szenen des bäuerlichen Lebens erinnern an Vincent van Goghs frühe „Die Kartoffelesser“.
Während sie in Rotterdam war verursachte Suze Robertson einen kleinen Skandal, weil sie – als erste Frau – darauf bestand, zur Nacktzeichenklasse zugelassen zu werden.  Am 30. Juni 1892 heiratete sie in Den Bosch den Maler Richard Bisschop. Zwei Jahre später kam ihre Tochter Sara zur Welt. Robertson wurde Mitglied des Pulchri-Studios und von Arti et Amicitiae. In den nächsten Jahren stellte sie breit aus und gewann mehrere Medaillen, darunter eine in Bronze bei der Weltausstellung Paris 1900. Im Jahr 1907 wurden ihre Arbeiten bei der Eröffnung der neuen Filiale des Larenschen Kunsthandels in Amsterdam gezeigt, wo sie Werke in einem Gesamtwert von 10.000 Gulden verkaufte, damals so etwas wie ein Rekord.  Sie starb in Den Haag und wurde dort auf dem Friedhof Oud Eik en Duinen beerdigt.

## Werke

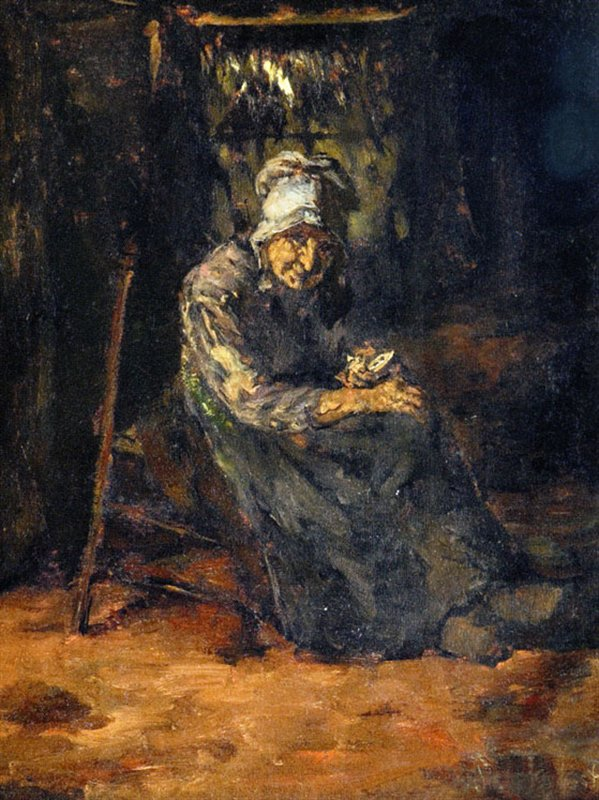
Die Kartenleserin, 1883, Ölfarbe auf Leinwand, Stedelijk Museum Breda
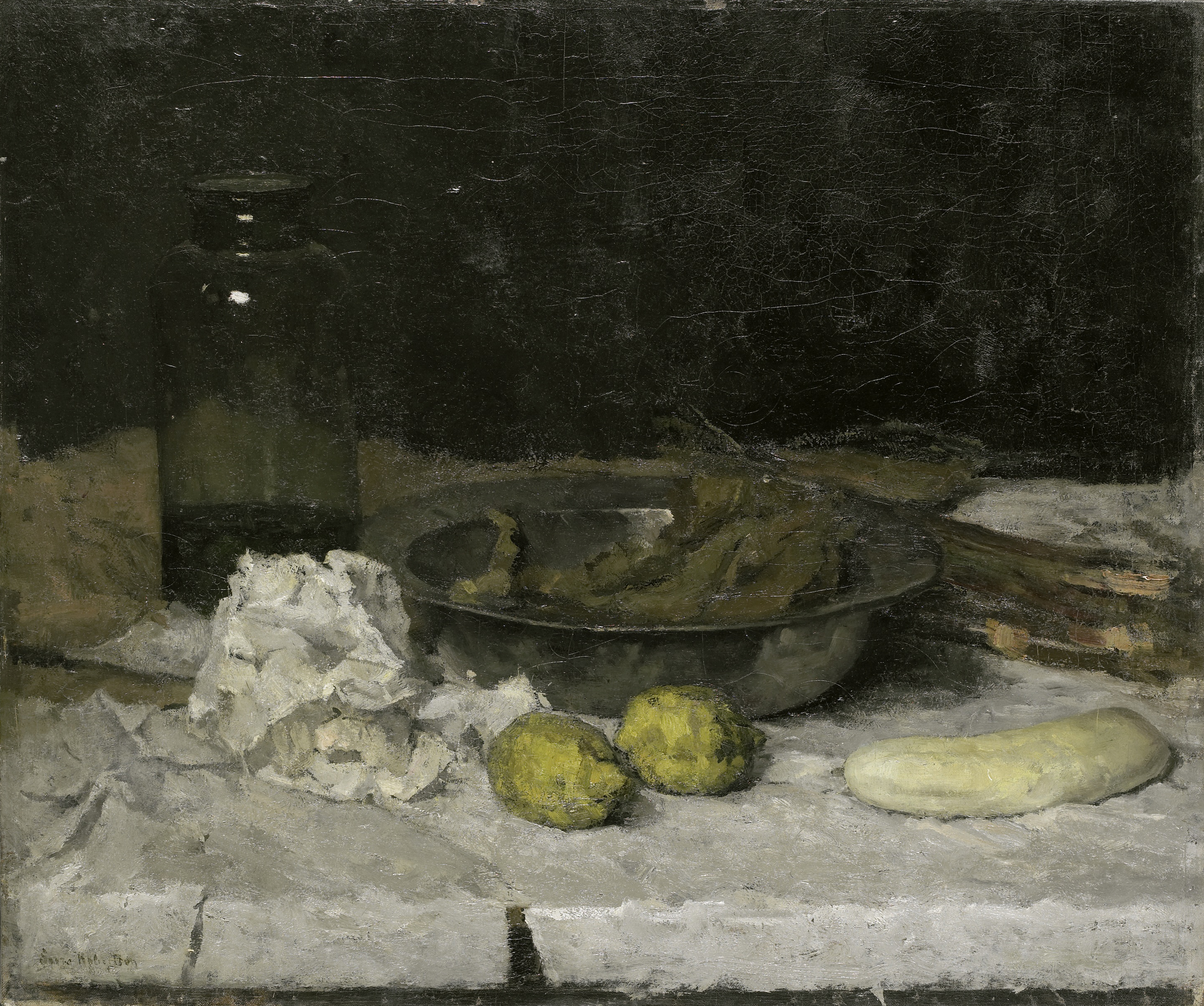
Still Leben, 1892, Ölfarbe auf Leinwand, Rijksmuseum
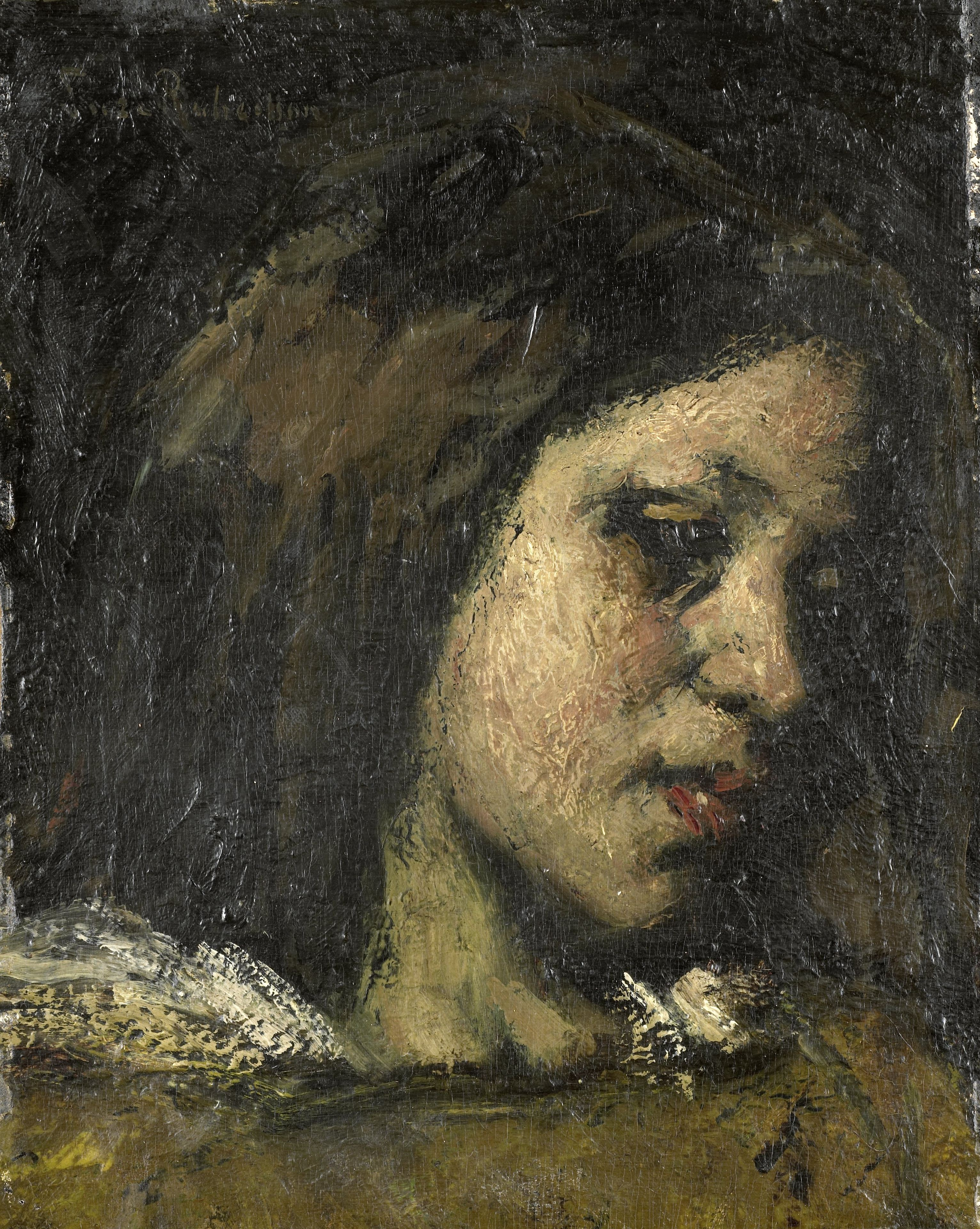
Portrait einer Jungen Frau, 1895–98; Ölfarbe auf Leinwand, Rijksmuseum
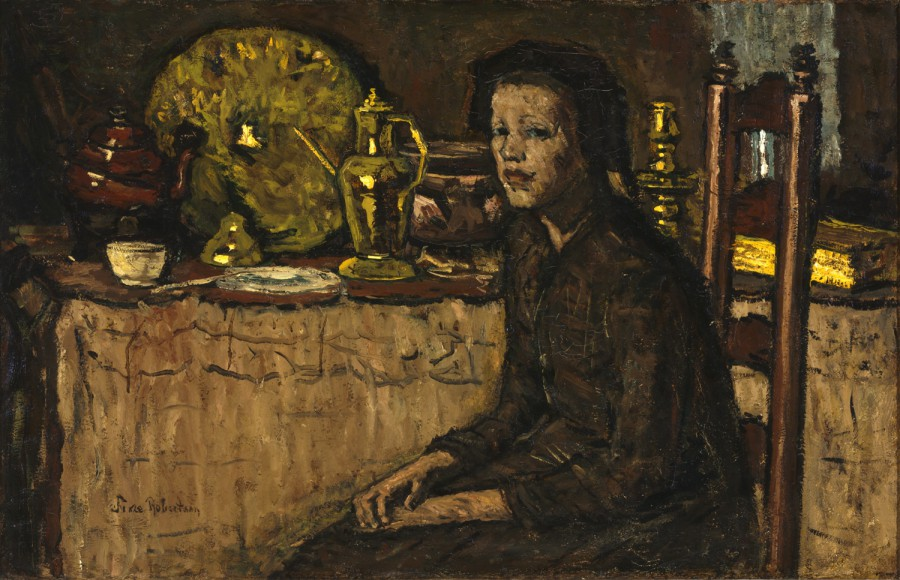
Antique Stall, c. 1900, Ölfarbe auf Leinwand, Centraal Museum, Utrecht
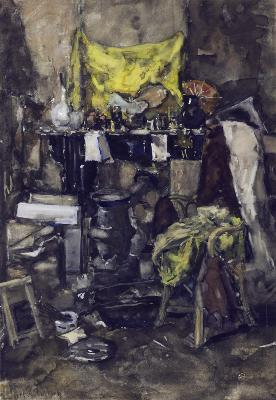
Corner of the Artists Studio, vor 1905, Wasserfarbe auf Papier, Groninger Museum
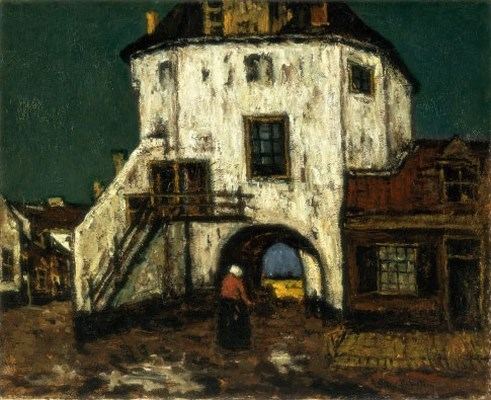
The Fisher's gate at Harderwijk, 1908–10, Ölfarbe auf Leinwand, Stedelijk Museum
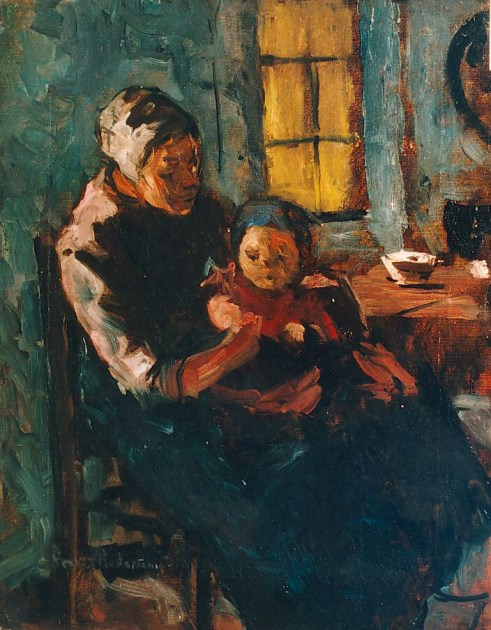
Mutter und Kind, c. 1910s, Ölfarbe auf Leinwand, private collection
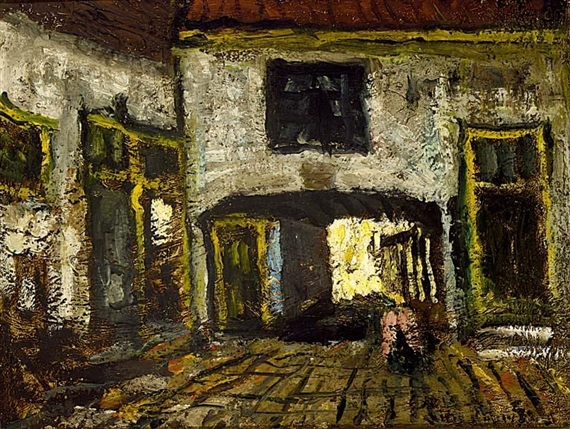
Courtyard together with a Work by Johan Buning, vor 1922, Ölfarbe auf Holz, private collection